# Gofer
Gofer ist eine funktionale Programmiersprache, die an Haskell angelehnt ist.
Gofer hat gegenüber Haskell einige experimentelle Erweiterungen, vor allem im Bereich der Typklassen. Andere wichtige Features Haskells fehlen allerdings, so werden beispielsweise keine Module unterstützt.
Die Sprache wird heutzutage kaum noch benutzt. Die letzte Version des Gofer-Interpreters wurde 1994 veröffentlicht. Es existierte ein Haskell-98-kompatibler Nachfolger namens Hugs 98, welcher neben dem Haskell-98-Standard unter anderem die typischen Gofer-Erweiterungen unterstützt und heute auch nicht mehr gepflegt wird.

## Internetprotokoll
Durch seine Namensgleichheit, trotz unterschiedlicher Schreibweise, kann es leicht zu Verwechselungen mit Gopher kommen, einem Netzwerk- und Internetprotokoll, das genutzt wurde, bevor das WWW seinen Siegeszug antrat.